# Толли, Владимир Иванович
Влади́мир Ива́нович То́лли (1860, Киев — 1 марта 1931, Медон) — киевский благотворитель и общественный деятель, гласный городской думы.

## Биография
Сын киевского городского головы Ивана Андреевича Толли. Крупный землевладелец Юго-Западного края: родовые 1300 десятин и приобретенные 5100 десятин в Подольской губернии, приобретенные 1300 десятин в Киевской губернии, у матери — 1300 десятин в Киевской губернии, у жены — приобретенные 1700 десятин в Киевской губернии и дом в Киеве. Также владел домами в Киеве и в Василькове.
Окончил Киевскую Первую гимназию (1878) и университет Святого Владимира по юридическому факультету (1882).
С 1886 года избирался почетным мировым судьей Киевского округа и гласным Киевской городской думы. Был председателем театральной комиссии. В 1900 году баллотировался на должность городского головы, однако уступил Н. И. Чоколову и В. Н. Проценко, который и стал главой городского самоуправления.
Кроме того, в разные годы состоял: почетным членом Киевского губернского попечительства детских приютов, казначеем и вице-председателем Общества подания помощи больным детям в Киеве, членом правления Киевского вольно-пожарного общества, членом правления Киевского местного управления Российского общества Красного Креста, членом наблюдательного комитета, а затем директором правления Киевского городского кредитного общества.
В 1906 году был пожалован в действительные статские советники, из наград имел ордена Св. Станислава 3-й степени (1890) и Св. Владимира 4-й степени (1902), а также медали «В память царствования императора Александра III» и «В память 300-летия царствования дома Романовых».
Во время Гражданской войны служил в Вооруженных силах Юга России по ведомству министерства юстиции.
В эмиграции во Франции, жил в парижском пригороде Медоне. Был членом правления «Société de Presse, de Publicité et d’Edition» (1921—1922), а также издательства «Русская печать» (1921). С 1926 года состоял председателем Объединения бывших воспитанников Киевской гимназии.
Скончался в 1931 году. Похоронен в Медоне.

## Семья
Был женат на Ольге Васильевне Глоба (ум. 1915), сестре директора Строгановского училища Н. В. Глобы. Имел семерых детей, среди которых:
- Иван (1884—1939), корнет 12-го драгунского полка, участник Первой мировой войны и Белого движения в составе ВСЮР. В эмиграции во Франции, умер в Париже[1][2].

- Сергей (1886—1935), инженер путей сообщения. Служил во ВСЮР по ведомству МПС. В эмиграции в Медоне, принимал участие в общественной жизни русской колонии[3][2].

- Владимир (1888—1980), юрист, в Первую мировую войну — подпоручик, участник Белого движения в составе ВСЮР. В эмиграции во Франции, с 1945 года член Союза советских патриотов, с 1947 года председатель отдела Союза советских граждан в Медоне. В 1948 году был арестован французскими властями и выслан из страны. Переехал в СССР, жил в Куйбышеве, затем в Москве[1][2]. Был женат на Вере Михайловне Шестаковой (1894—1973), дочери М. П. Шестакова.

- Ольга (1892—1968), в замужестве Костедоа-Толли, сестра милосердия. В эмиграции во Франции, общественная деятельница, заведующая Франко-русской амбулаторией (1921—1968), председатель Объединения сестер милосердия РОКК (1932—1939)[2].